# Doll-Dagga Buzz-Buzz Ziggety-Zag
«Doll-Dagga Buzz-Buzz Ziggety-Zag» es una de las canciones del álbum de Marilyn Manson The Golden age of the Grotesque.

## En escena

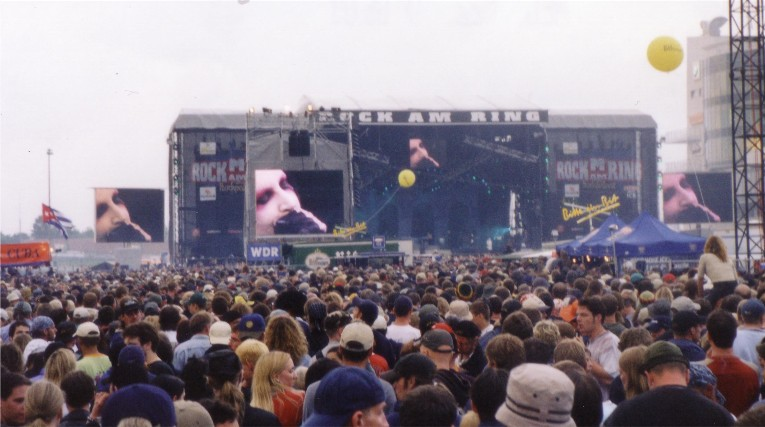
Marilyn Manson en el Rock am Ring 2003.

La banda tocó esta canción en toda la gira del 2003, junto a dos bailarinas semi-desnudas tocando unos enormes tambores al compás de la canción.

## Promoción
Se pensó editar la canción como el segundo sencillo de The Golden Age of Grotesque, pero fue sustituido por This is the New Shit y después por (s)AINT. Así, esta canción nunca fue sencillo del álbum.

## Detalles
- Tiene videoclip
- Manson la escribió en 10 minutos
- Al cantarla en el Rock Am Ring 2003 hubo varios fallos en el audio.
- Tiene tendencias de burlesque y critica a la burguesía

## Información adicional
- Letra: Marilyn Manson
- Compositores: Marilyn Manson, John 5, Tim Skold
- Duración: 4:11 min

- Datos: Q5812455